# Fury River
Der Fury River ist ein Fluss im Nordwesten des australischen Bundesstaates Tasmanien.

## Geografie

### Flusslauf
Der etwas mehr als 20 Kilometer lange Fury River entspringt an den Westhängen des Cradle Mountain im Cradle-Mountain-Lake-St.-Clair-Nationalpark und fließt zunächst nach Westen. Nach etwa zwölf Kilometer wendet er seinen Lauf nach Norden und mündet in den Lake Mackintosh, wo er zusammen mit dem an gleicher Stelle einmündenden Mackintosh Creek den Mackintosh River bildet.

### Nebenflüsse mit Mündungshöhen
- Suttons Creek – 421 m
- Devils Ravine – 277 m
- Anio Creek – 258 m[1]

### Durchflossene Stauseen
- Lake Mackintosh – 219 m[1]